# Theridion dreisbachi
Theridion dreisbachi là một loài nhện trong họ Theridiidae.
Loài này thuộc chi Theridion. Theridion dreisbachi được Herbert Walter Levi miêu tả năm 1959.